# Forever Now
Forever Now er en dansk kortfilm fra 2017 instrueret af Kristian Håskjold.

## Handling
Efter nogle år sammen slår William og Cecilie op. For at behandle sorgen med kærlighed beslutter de sig efterfølgende for at tage MDMA sammen, hvilket resulterer i en følelsesmæssig rutsjebanetur hen over en weekend, hvor de er isolerede i deres lejlighed.

## Medvirkende
- Frederikke Dahl Hansen, Cecilie
- Ferdinand Falsen Hiis, William
- Henning Valin Jakobsen